# Amada
Amada fue una antigua población de Egipto, situada en la ribera occidental del río Nilo, en la Baja Nubia. El lugar fue anegado por las aguas del lago Nasser al construirse la presa de Asuán. En dicho enclave se encontraba un templo que fue reinstalado unos 2,5 km más al norte, con el fin de ser salvado de las aguas. También tuvo que ser trasladado al mismo emplazamiento el templo de Derr, y la tumba de Penut, gobernador de Uauat en tiempos de Ramsés VI (siglo XII a. C.). Forma parte del Patrimonio de la Humanidad desde 1979 bajo la denominación Monumentos de Nubia, desde Abu Simbel hasta File.

## El templo
El Templo de Amada es el templo egipcio más antiguo de Nubia. Se inició la construcción en la época del faraón de la dinastía XVIII Tutmosis III, y se dedicó a Amón y a Ra-Horajti. Su hijo y sucesor, Amenofis II continuó el programa de decoración de la edificación. El sucesor de Amenofis II, Tutmosis IV, decidió cubrir la zona de la entrada y transformarla en una sala hipóstila (con columnas). Durante el período de Amarna, Ajenatón había ordenado borrar el nombre de Amón en todo el templo, pero fue restituido más tarde por Seti I de la dinastía XIX de Egipto. Varios reyes de la dinastía XIX, especialmente Seti I y Ramsés II, también "llevaron a cabo restauraciones menores y ampliaron la decoración del templo." Las estelas de los virreyes de Kush: Setau, Heqanajt y Messuy, y la de Bay describen sus actividades constructivas bajo Ramsés II, Merenptah y Siptah respectivamente.

### Interior del templo

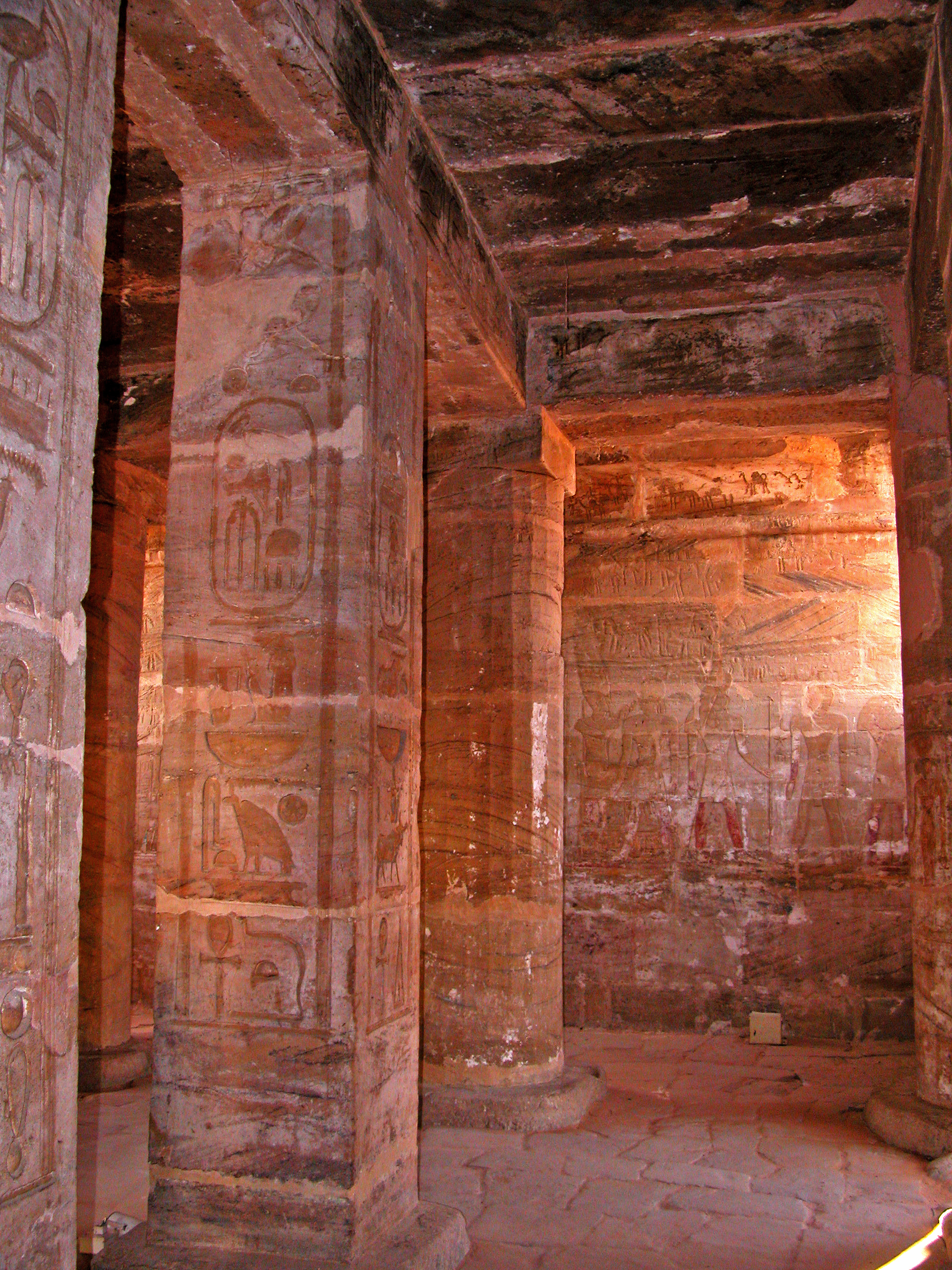
Interior del Templo de Amada.

En el plan original de la construcción figuraban un pilono, una entrada y un pórtico que conducía a un santuario. Sin embargo, cuando Tutmosis IV techó la entrada, los pilares y las paredes "se decoraron con escenas oferentes, que incluían a Tutmosis IV, a la izquierda", y a Tutmosis III y Amenofis II, a la derecha. Aunque el templo tenía un exterior apagado y desmenuzado, sus características internas gozan de algunos de los bajorrelieves más finamente tallados, con colores brillantes y vibrantes.
Los mejores bajorrelieves están en la sección más ¡interna del templo donde se muestra a Tutmosis III y a Amenofis II abrazando o haciendo ofrendas a varios dioses egipcios. En el lado izquierdo del vestíbulo se muestra a Amenofis II coronado por Horus y Tot y corriendo con un remo y un hap (instrumento de navegación). La capilla situada a un lado del santuario contiene algunas escenas interesantes sobre la fundación y consagración del templo que representan el ritual del "estiramiento de la cuerda", la ceremonia de la elaboración y colocación de bloques, y la ofrenda del templo a sus dioses.

### Inscripciones

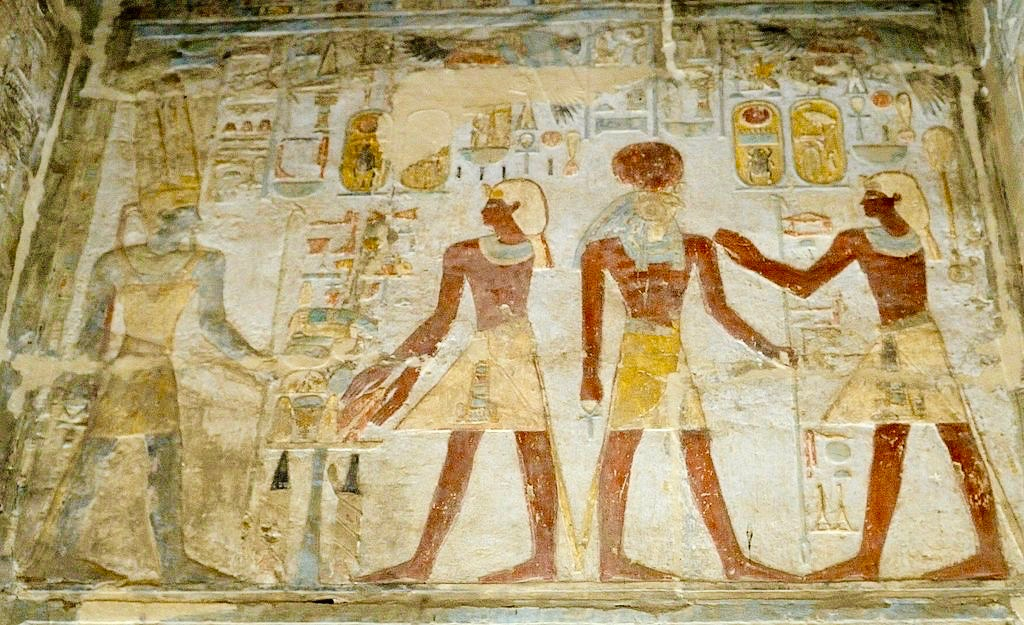
Tutmosis III ante los dioses Amón y Ra-Horajti, en el templo de Amada.

Existen dos inscripciones históricas importantes en el templo de Amada. La más antigua, fechada en el año 3º del reinado de Amenofis II, "se halla en una estela redondeada en su parte superior y situada en el muro trasero del santuario (al este)." El texto describe una despiadada campaña militar por Asia del faraón: 

Su Majestad regresó con gozo a su padre Amón tras haber dado muerte con su propia maza a siete jefes en el distrito de Takhesy [Siria] quienes después fueron colgados cabeza abajo en la proa del barco de Su Majestad.

Amenofis II continúa describiendo cómo colgó a seis de los jefes muertos "en los muros de Tebas" mientras que el séptimo fue colgado en los muros de Napata (una ciudad fronteriza nubia cerca de la cuarta catarata del Nilo). Esto se hizo a modo de clara advertencia hacia los nubios, expuestos a las peligrosas consecuencias de una rebelión durante el reinado de Amenofis. El segundo texto histórico, "en una estela grabada en la jamba izquierda (la norte) de la puerta de entrada", menciona el rechazo a la invasión de Libia en el 4º año de Merenptah.
El templo fue descrito por antiguos viajeros, aunque su descripción se hizo pública inicialmente por Henri Gauthier en 1913.
Entre 1964 y 1975, el templo fue trasladado desde su ubicación a un nuevo lugar "unos 65 m más alto y 2,5 km más alejado de su emplazamiento original", para evitar que lo inundase el lago Nasser debido al proyecto de la presa de Asuán. El Templo de Derr, excavado en la roca, también se trasladó al nuevo emplazamiento de Amada.